# Io, Jane Austen
Io, Jane Austen (Miss Austen Regrets) è un film per la televisione del 2008 diretto da Jeremy Lovering. Viene trasmesso per la prima volta il 3 febbraio 2008 dalla rete televisiva americana PBS all'interno di un ciclo di film dedicati all'autrice Jane Austen e il 27 aprile 2008 dalla BBC.

## Trama
Alla soglia del suo quarantesimo compleanno, Jane appare come una donna felicemente nubile, arguta e affascinante come le eroine dei suoi romanzi. Quando si trova nella posizione di dover aiutare la giovane nipote Fanny a trovare un marito alla sua altezza, le sue certezze vengono messe in discussione. È costretta a riflettere sulle sue scelte e sui potenziali mariti da lei rifiutati.